# Georg Gustafsson (fysiker)
Nils Allan Georg Gustafsson, född 21 juni 1932 i Granbäck, är en svensk rymdfysiker. Han disputerade 1970 vid Umeå universitet och är professor emeritus i rymdfysik vid Institutet för rymdfysik. Han invaldes 1993 som ledamot av Vetenskapsakademien. 

### Fotnoter
1. ↑  N A Georg Gustafsson i Vem är det 1993
2. ↑  Gustafsson, Georg (1970) (på engelska). Precipitation patterns of auroral particles in the ionosphere.. Umeå. Libris 1833868